# Col de Tsanfleuron
Le col de Tsanfleuron, ou Zanfleuron, est un col de montagne situé dans les Alpes bernoises, dans le canton de Vaud en Suisse.

## Histoire
À la jonction du glacier de Tsanfleuron et du glacier du Sex Rouge, il serait resté englacé depuis l'époque romaine. Le réchauffement climatique et la sécheresse de 2022 font fondre la glace à cet endroit.